# Wolfsloch bei Wald-Michelbach
Das Wolfsloch bei Wald-Michelbach ist ein Naturschutzgebiet im Ortsteil Siedelsbrunn in der Gemeinde Wald-Michelbach im hessischen Landkreis Bergstraße.

## Lage
Das Schutzgebiet ist ein schmaler Talgrund, der vom Fuß des Kollenbergs, nordöstlich von Siedelsbrunn, etwa einen Kilometer in nördlicher Richtung bis zum südlichen Ortsrand von Wald-Michelbach abfällt. Die rund 7 Hektar große Fläche inmitten eines Waldes folgt einem Bachlauf, der in den Spechtbach mündet, von der Quellmulde ganz im Süden des Gebiets bis zur Siedlungsgrenze.
Die Frisch- und Feuchtwiesen entlang des Bachs sind aus der früheren Verwendung für Heuernte und Beweidung mit Rindern entstanden. Für eine weitergehende Nutzung wurde eine Entwässerung mit Hilfe eines teilweise immer noch sichtbaren, dichten Netzes an Be- und Entwässerungsgräben versucht, jedoch fiel das Wiesengelände wegen der hohen Bodenfeuchte und der Entfernung zum Wohnort brach.
Westlich des Wolfslochs, direkt am Spechtbach befindet sich das Wald-Michelbacher Waldschwimmbad; nördlich schließen ein Campingplatz und ein Feriendorf direkt an das Schutzgebiet an.

## Naturschutzgebiet
Das Wolfsloch bei Wald-Michelbach mit einer Größe von knapp 7 Hektar wurde 1990 unter Schutz gestellt. Das Gebiet schützt ein Waldwiesen-Bachtal mit Frisch- und Feuchtwiesen, Brachen, einem Tümpel und einem Kleinseggensumpf, repräsentativ für den Naturraum Vorderer Odenwald im Bereich der Untereinheit Tromm-Odenwald.
Die artenreichen Frisch- und Feuchtwiesen sind für den Vorderen Odenwald ein eigentlich typischer, inzwischen aber selten gewordener Lebensraum. Zur Erhaltung der Wiesen mit ihrem Orchideenbestand organisiert das Forstamt das Mähen des schmalen Tälchens. In den Wiesen wachsen Breitblättriges Knabenkraut, Hohe Schlüsselblume und Kleiner Baldrian. 
Ein kleiner Tümpel bietet Grasfröschen im zeitigen Frühjahr die Gelegenheit zur Ablage ihrer Laichballen, daneben sind Springfrösche, Erdkröten und Molche hier zuhause. Der klare, saubere Bach ist wiederum Lebensraum für den Feuersalamander, dessen Larven sich im fließenden Wasser entwickeln können. Auch die Ringelnatter findet gelegentlich ihren Platz am Bachlauf.
Die  feuchten bis sumpfigen Wiesenflächen sind das Habitat des Fieberklees. Außerdem finden sich im Wolfsloch das größte Vorkommen des Sumpf-Lappenfarns im hessischen Odenwald sowie bedeutende Bestände des Torfmooses, dem
als Wasser- und Kohlendioxidspeicher eine besondere
Rolle zufällt.

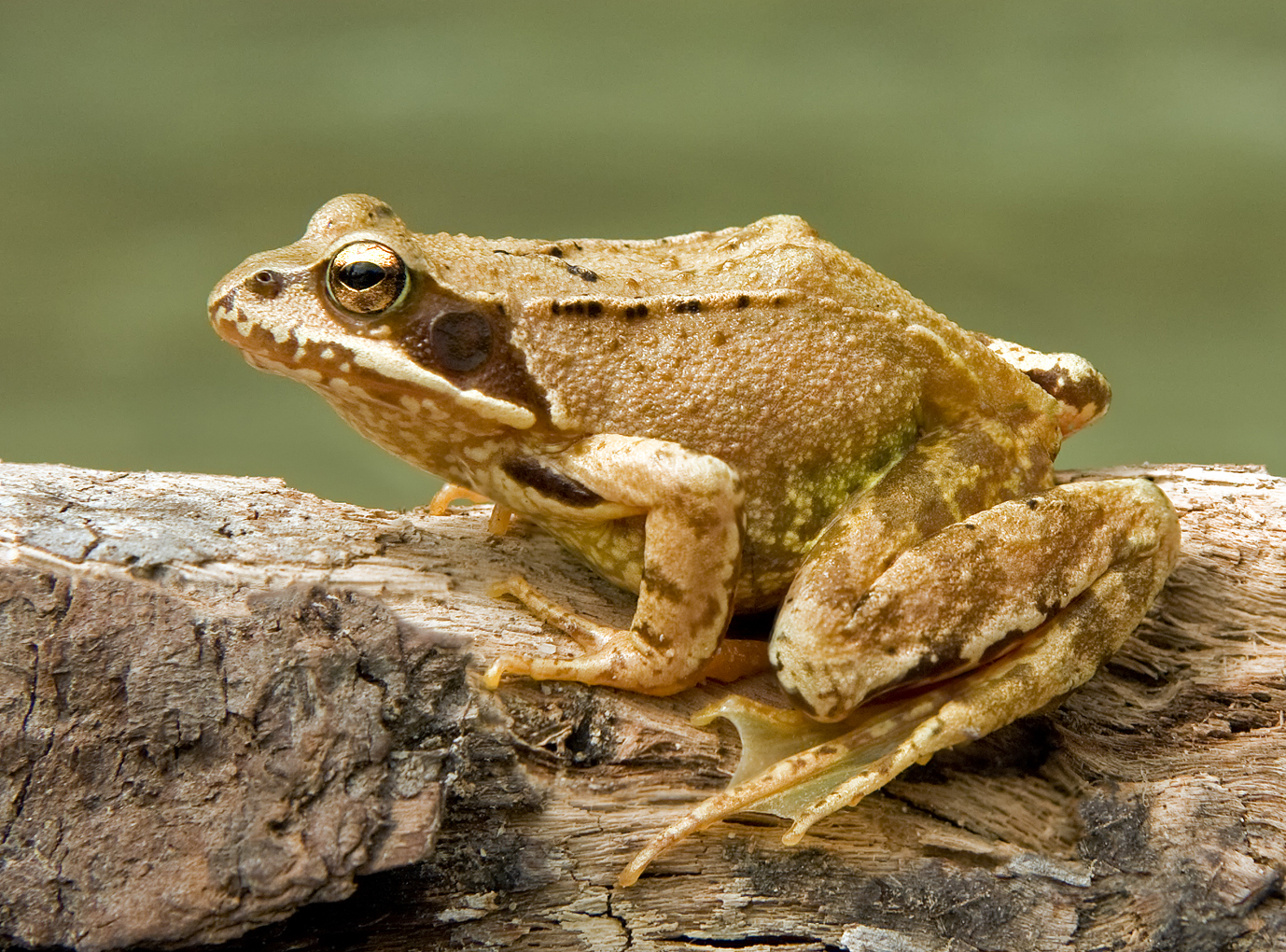
Grasfrosch
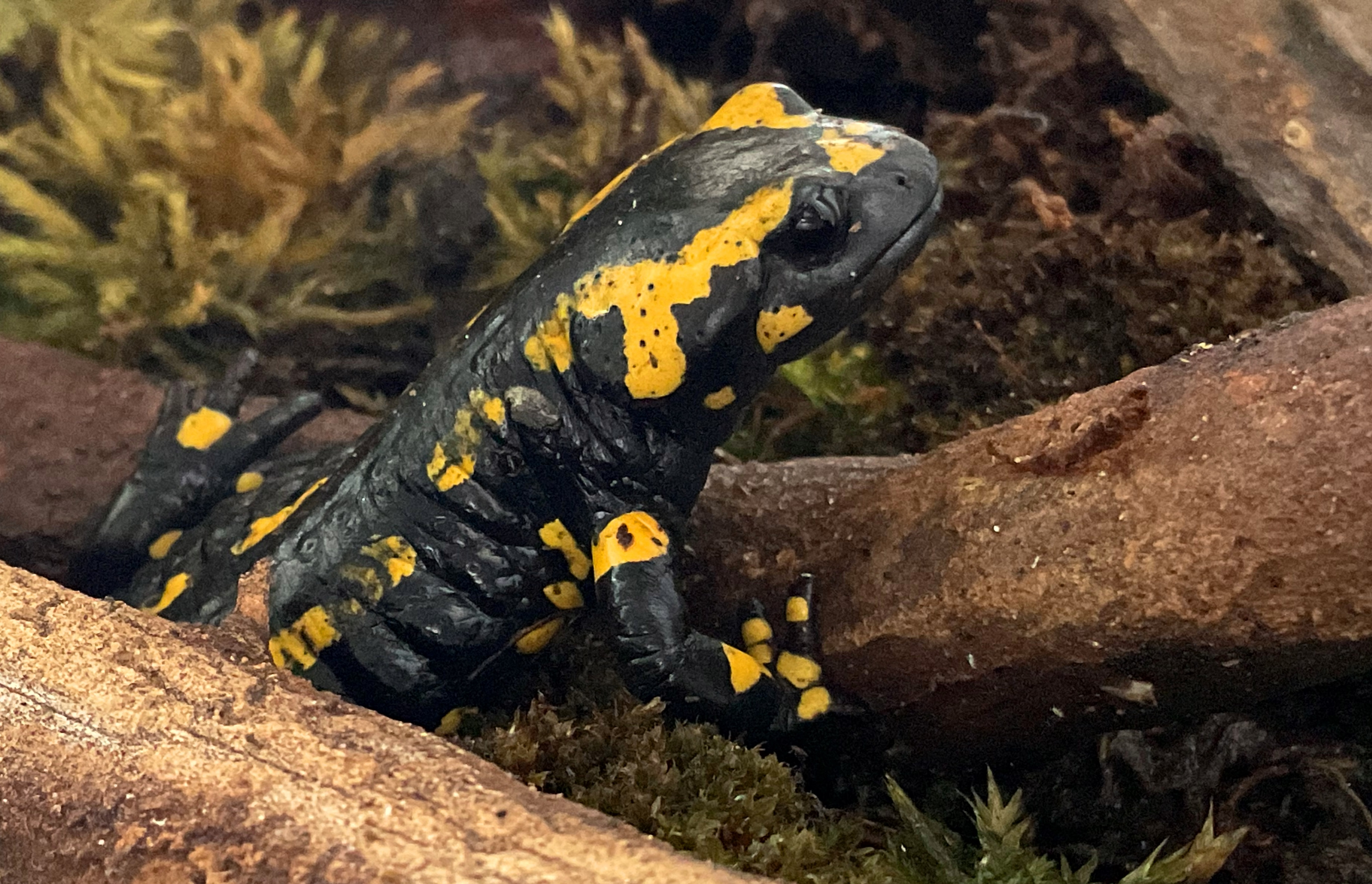
Feuersalamander
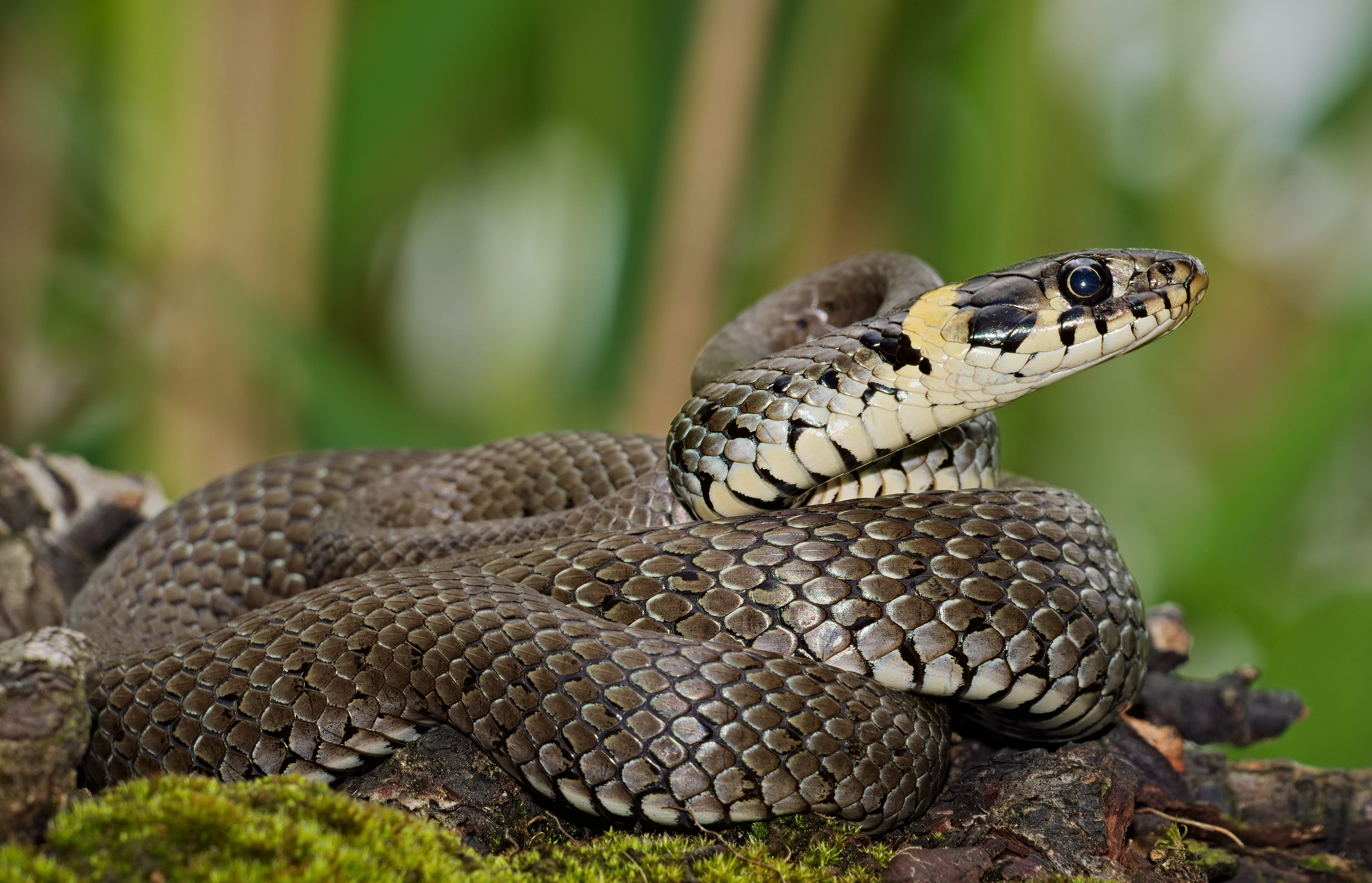
Ringelnatter
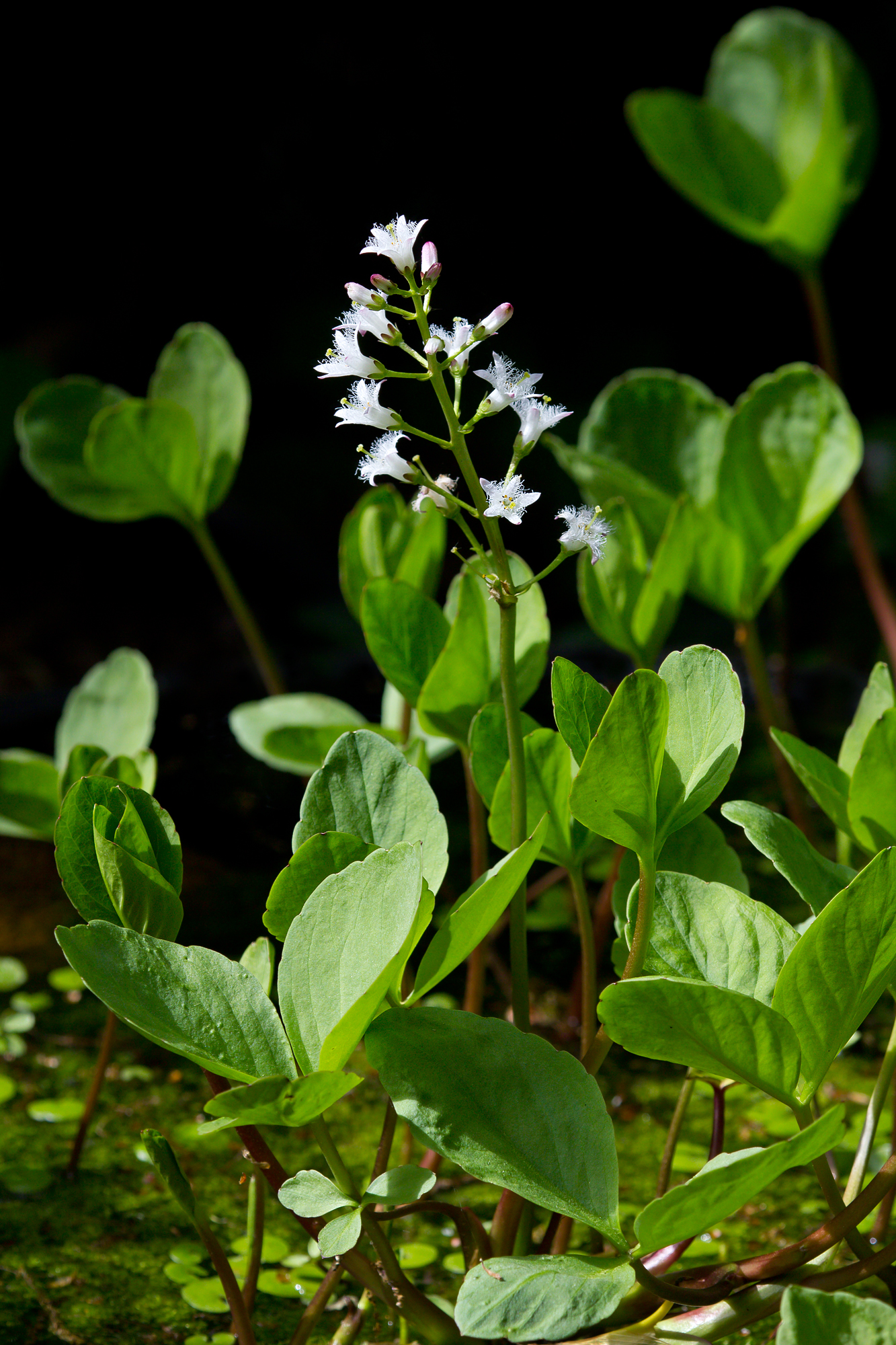
Fieberklee
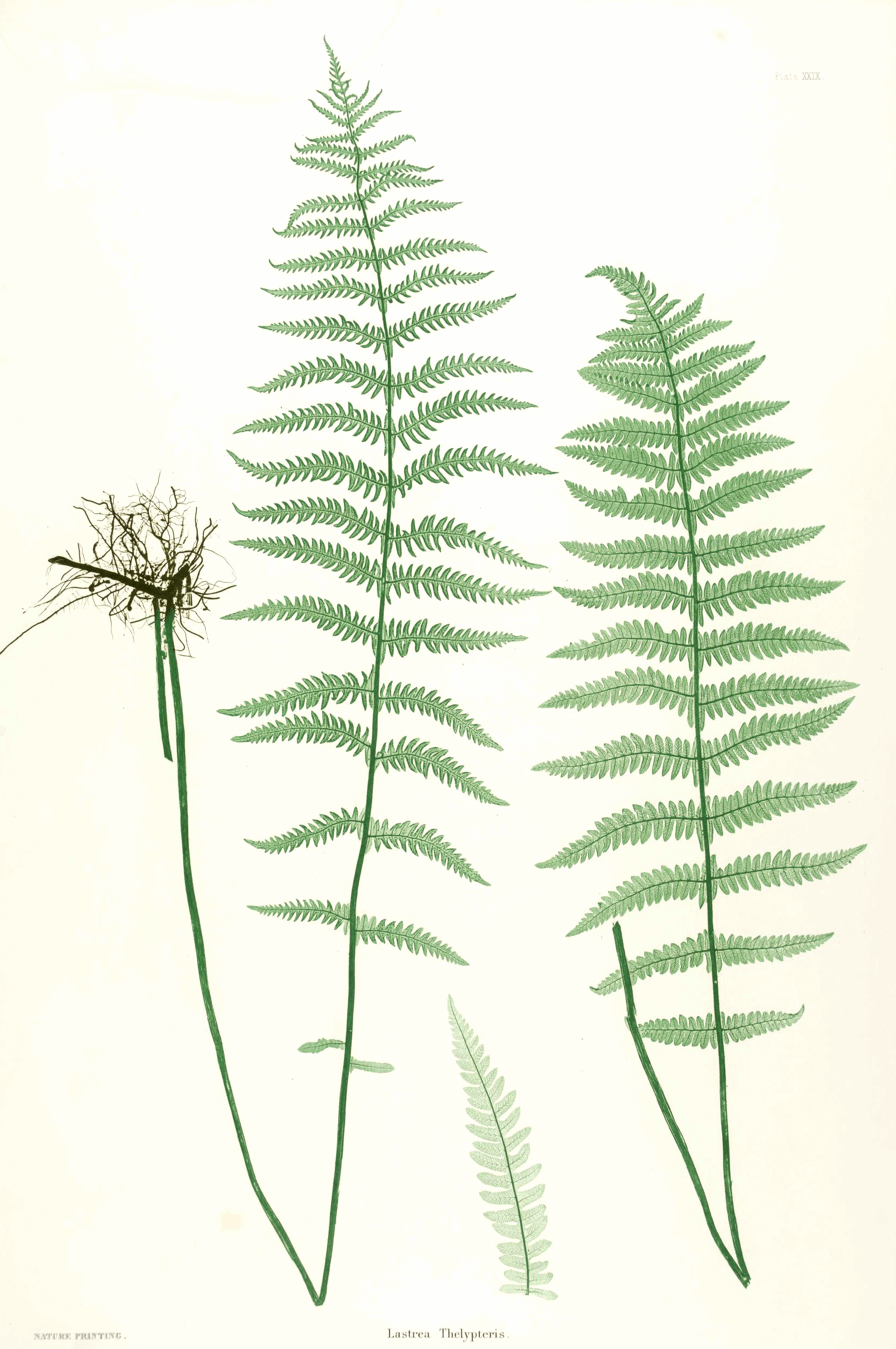
Sumpf-Lappenfarn
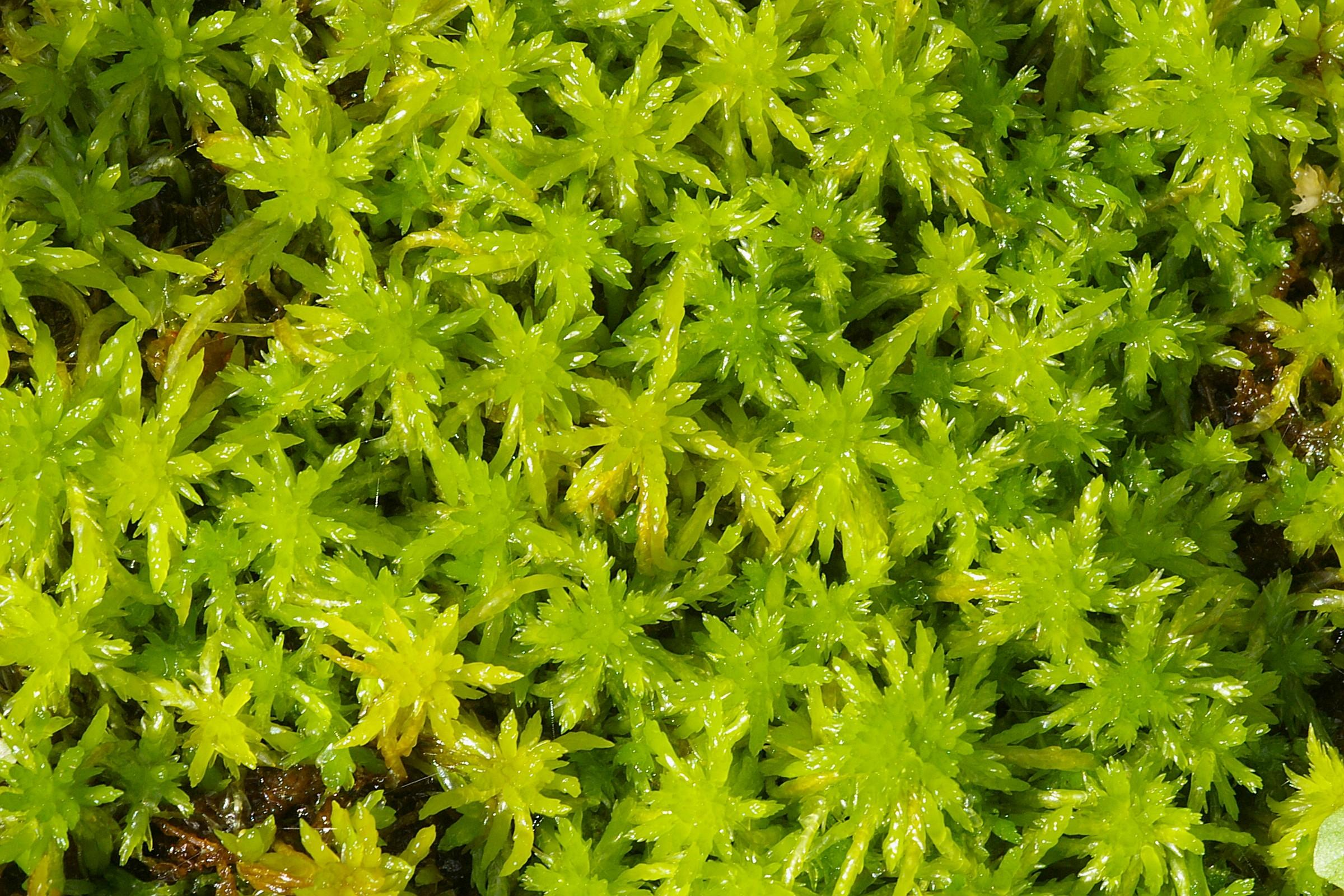
Trügerisches Torfmoos
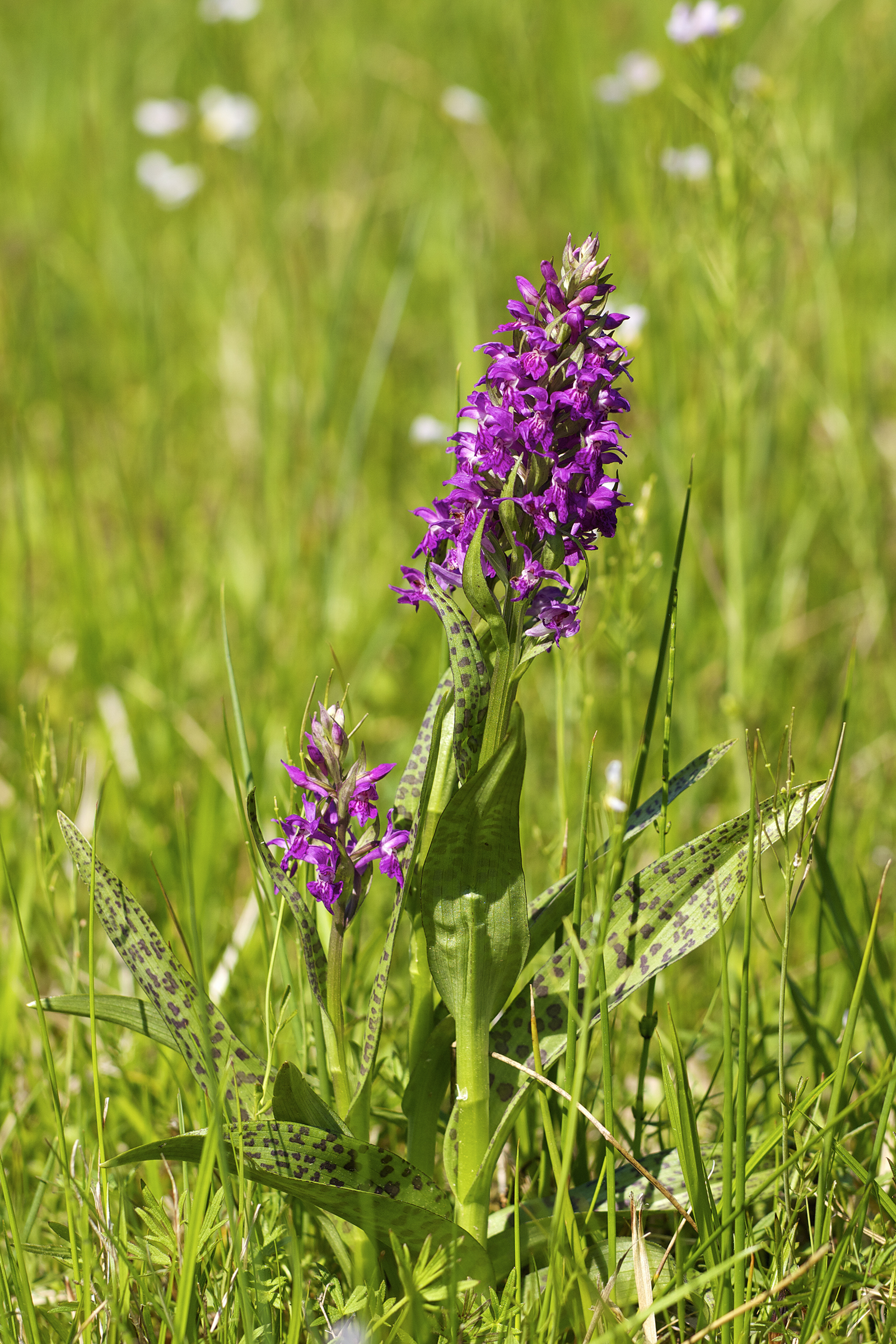
Breitblättriges Knabenkraut
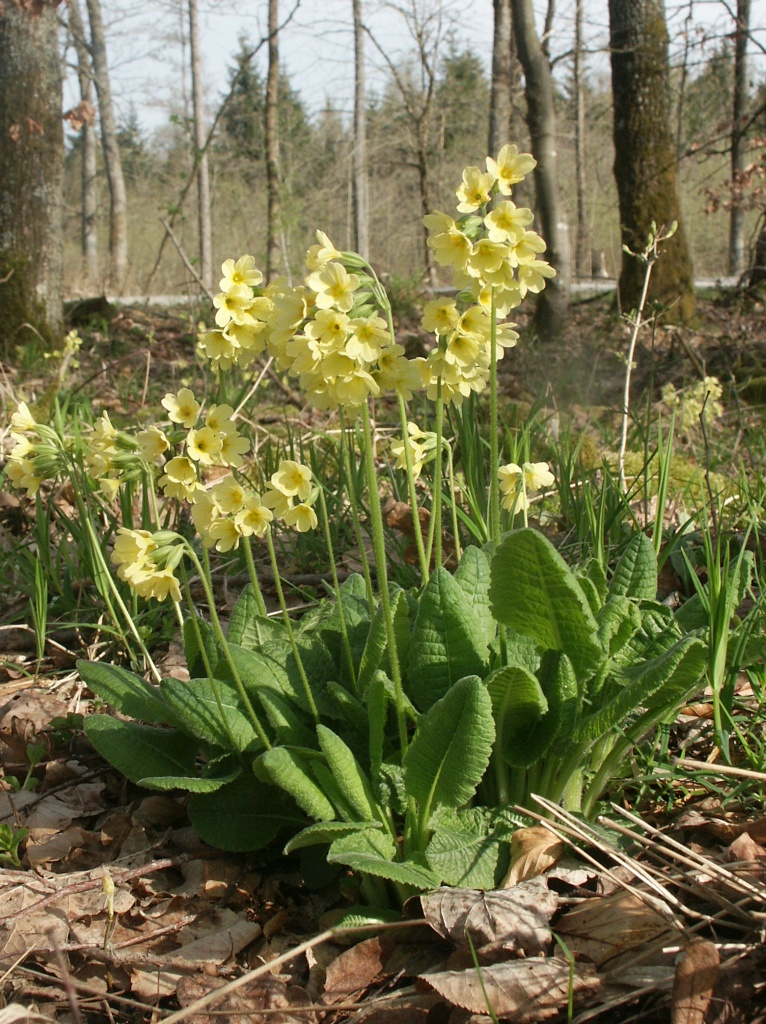
Hohe Schlüsselblume
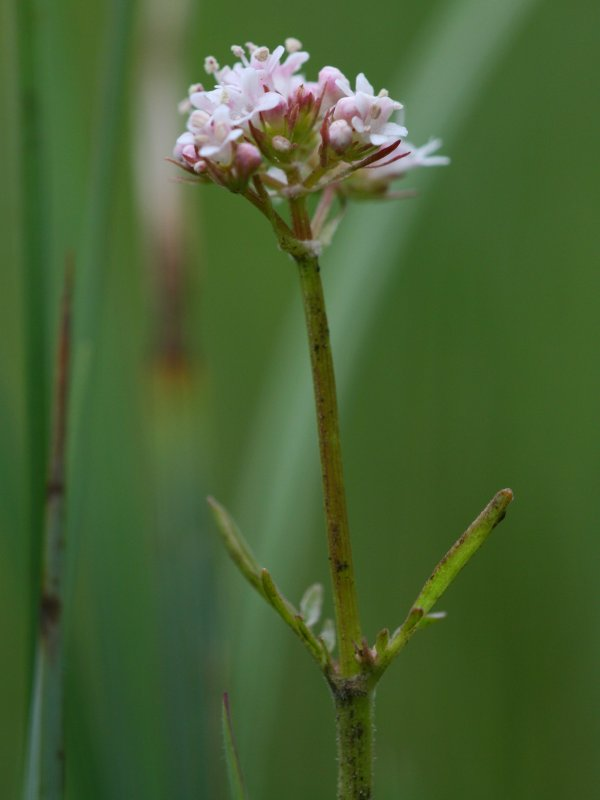
Kleiner Baldrian
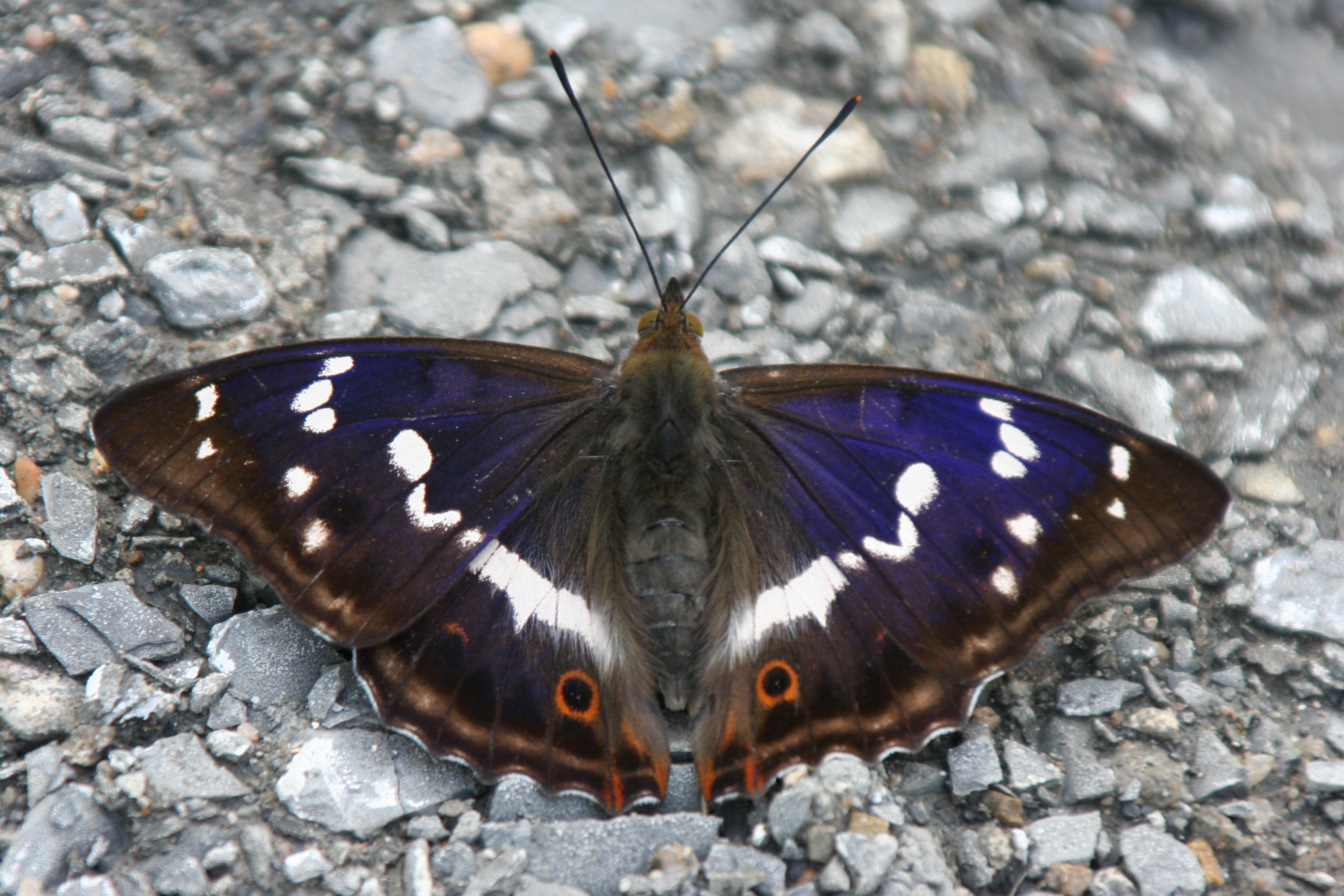
Großer Schillerfalter
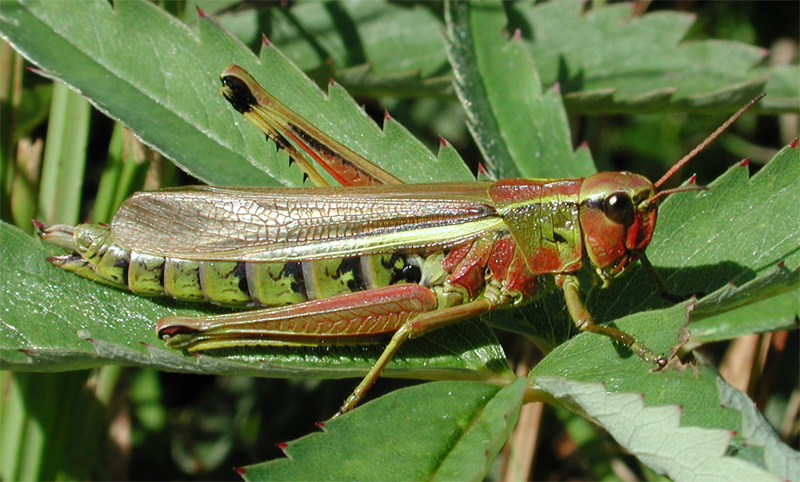
Sumpfschrecke
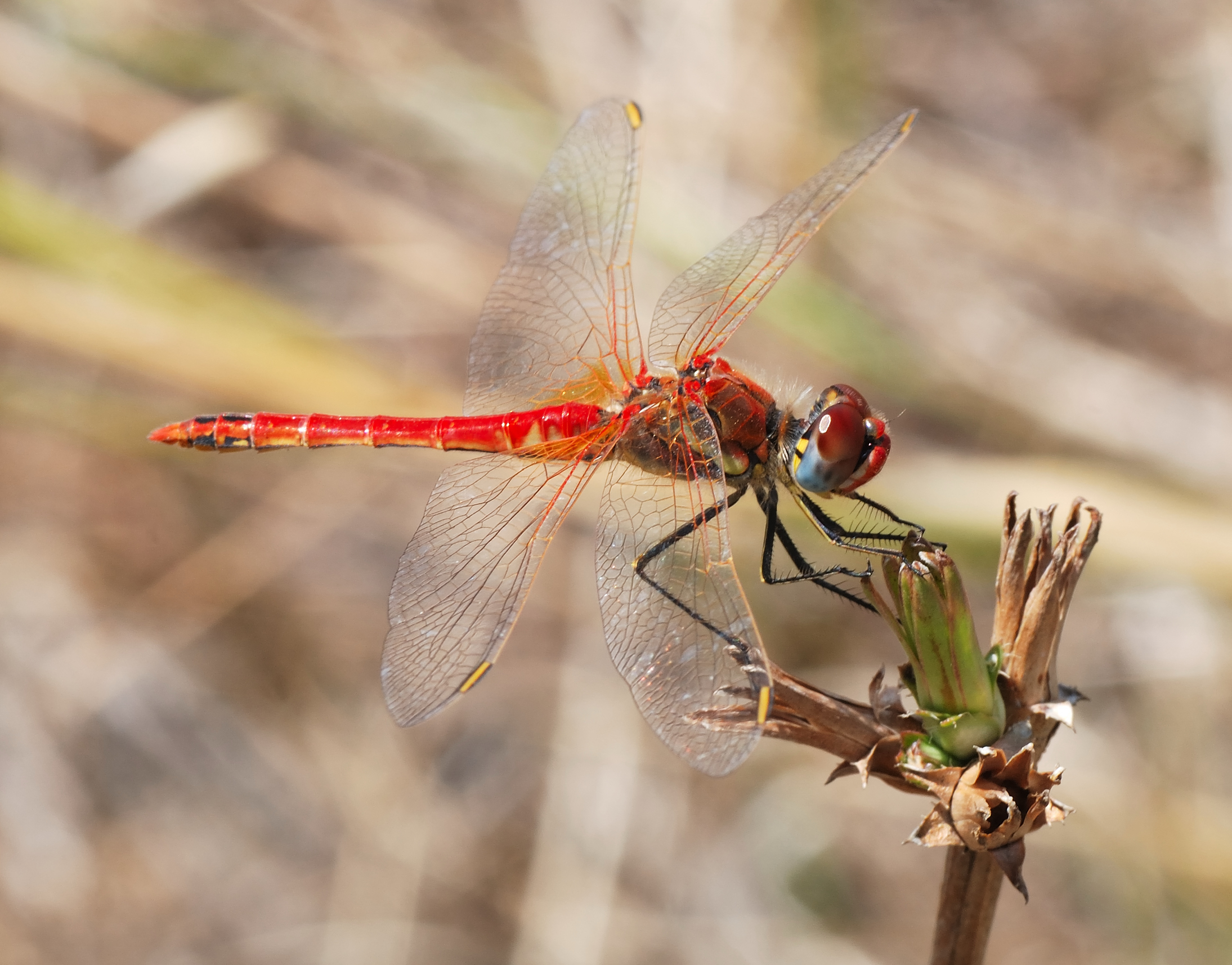
Frühe Heidelibelle